# شيجينغشان
شيجينغشان (بالصينية المبسطة: 石景山区، بالصينية التقليدية: 石景山區) هي محافظة في الصين تابعة إلى إقليم بكين. يبلغ عدد سكانها 616,000 نسمة و ذلك حسب إحصائيات سنة 2010. تبلغ مساحتها 86 كم².